# クリスチャン・コローン
クリスチャン・アンソニー・コローン（Christian Anthony Colon, 1989年5月14日 - ）は、プエルトリコのカイエイ 出身の元プロ野球選手（内野手）。右投右打。

## 経歴

### プロ入り前
2007年のMLBドラフト10巡目（全体327位）でサンディエゴ・パドレスから指名されたが、カリフォルニア州立大学フラトン校へ進学した。

### プロ入りとロイヤルズ時代
2010年のMLBドラフト1巡目（全体4位）でカンザスシティ・ロイヤルズから指名され、6月25日に契約。契約後、傘下のA+級ウィルミントン・ブルーロックスでプロデビュー。60試合に出場して打率.278、3本塁打、30打点、2盗塁を記録した。
2011年はAA級ノースウエストアーカンソー・ナチュラルズでプレーし、127試合に出場して打率.257、8本塁打、61打点、17盗塁を記録した。
2012年はAA級ノースウエストアーカンソーでプレーし、73試合に出場して打率.289、5本塁打、27打点、12盗塁を記録した。8月にAAA級オマハ・ストームチェイサーズへ昇格。5試合に出場した。
2013年はAAA級オマハでプレーし、131試合に出場して打率.273、12本塁打、58打点、15盗塁を記録した。オフの11月20日にロイヤルズとメジャー契約を結び、40人枠入りを果たした。
2014年2月27日にロイヤルズと1年契約に合意。3月14日にAAA級オマハへ異動し、そのまま開幕を迎えた。開幕後はAAA級オマハで74試合に出場して打率.296、4本塁打、37打点、14盗塁と結果を残し、6月30日にメジャーへ昇格した。7月1日のミネソタ・ツインズ戦でメジャーデビュー。7回表からアルシデス・エスコバーの代打として出場し、右飛に終わった。そのまま遊撃手の守備に就き、この試合は2打数無安打だった。2試合目の出場となった7月4日のクリーブランド・インディアンス戦では、「9番・二塁手」として先発起用され、3回表1死の1打席目にジョシュ・トムリンからメジャー初安打となる三塁打を放った。9回表にはジョン・アックスフォードから1点二塁打を放ち、メジャー初打点を記録。この日は4打数3安打1打点と活躍した。シーズン全体では21試合の出場ながら、打率.333を記録した。
2015年は43試合に出場して打率.290、6打点、3盗塁だった。
2016年も控え内野手として54試合に出場。過去と比べ、打率は.231に留まったがメジャー初本塁打を放ち、自己ベストの13打点を挙げた。
2017年5月10日にDFAとなった。

### マーリンズ時代
2017年5月16日にウェイバー公示を経てマイアミ・マーリンズへ移籍した。6月23日にマーティン・プラドの故障者リストからの復帰に伴ってDFAとなり、27日にマイナー契約で傘下のAAA級ニューオーリンズ・ベビーケークスへ配属された。オフの11月6日にFAとなった。

### ブレーブス傘下時代
2017年12月にアトランタ・ブレーブスとマイナー契約を結び、2018年のスプリングトレーニングに招待選手として参加することになった。
2018年は開幕から傘下のAAA級グウィネット・ストライパーズでプレーしていたが、5月9日に自由契約となった。

### メッツ傘下時代
2018年5月18日にニューヨーク・メッツとマイナー契約を結び、傘下のAAA級ラスベガス・フィフティワンズへ配属された。オフの11月2日にFAとなった。

### レッズ時代
2018年12月2日にシンシナティ・レッズとマイナー契約を結び、2019年のスプリングトレーニングに招待選手として参加することになった。
2019年、マイナーでは傘下のAAA級ルイビル・バッツでプレーし、136試合に出場して打率.300、10本塁打、70打点、24盗塁を記録した。9月16日にメジャー契約を結んでアクティブ・ロースター入りした。オフの11月4日にFAとなったが、18日にマイナー契約を結んで2020年のスプリングトレーニングに招待選手として参加することになった。
2020年7月24日にメジャー契約を結んで40人枠入りした。8月14日にDFAとなり、17日にマイナー契約となった。レギュラーシーズン終了後の10月14日にFAとなった。

### レッズ退団後
2021年2月11日に独立リーグ・アメリカン・アソシエーションのカンザスシティ・モナークスと契約したが、4月28日にトロント・ブルージェイズとマイナー契約を結んだ。この年はメジャー昇格の機会はなく、オフの11月7日にFAとなった。12月5日に現役引退を発表した。

### 現役引退後
2022年より、古巣のロイヤルズの傘下AA級ノースウエストアーカンソー・ナチュラルズの打撃コーチ補佐に就任。2023年はベンチコーチを務め、同年限りで退団した。
2024年からは、ノースウエストアーカンソーと同じAA級テキサスリーグに加盟するライバルチームである、シアトル・マリナーズ傘下AA級アーカンソー・トラベラーズの監督を務める。

## 詳細情報

### 年度別打撃成績
| 年 度    | 球 団    | 試 合 | 打 席 | 打 数 | 得 点 | 安 打 | 二 塁 打 | 三 塁 打 | 本 塁 打 | 塁 打 | 打 点 | 盗 塁 | 盗 塁 死 | 犠 打 | 犠 飛 | 四 球 | 敬 遠 | 死 球 | 三 振 | 併 殺 打 | 打 率 | 出 塁 率 | 長 打 率 | O P S |
| -------- | -------- | ----- | ----- | ----- | ----- | ----- | -------- | -------- | -------- | ----- | ----- | ----- | -------- | ----- | ----- | ----- | ----- | ----- | ----- | -------- | ----- | -------- | -------- | ----- |
| 2014     | KC       | 21    | 49    | 45    | 8     | 15    | 5        | 1        | 0        | 22    | 6     | 2     | 0        | 1     | 0     | 3     | 0     | 0     | 4     | 1        | .333  | .375     | .489     | .864  |
| 2015     | KC       | 43    | 119   | 107   | 8     | 31    | 5        | 0        | 0        | 36    | 6     | 3     | 2        | 1     | 0     | 11    | 0     | 0     | 17    | 2        | .290  | .356     | .336     | .692  |
| 2016     | KC       | 54    | 161   | 147   | 13    | 34    | 6        | 0        | 1        | 43    | 13    | 0     | 1        | 1     | 0     | 11    | 0     | 2     | 31    | 4        | .231  | .294     | .293     | .586  |
| 2017     | KC       | 7     | 19    | 17    | 1     | 3     | 0        | 0        | 0        | 3     | 0     | 0     | 0        | 1     | 0     | 1     | 0     | 0     | 3     | 2        | .176  | .222     | .176     | .399  |
| 2017     | MIA      | 17    | 38    | 33    | 3     | 5     | 1        | 0        | 0        | 6     | 0     | 0     | 0        | 1     | 0     | 4     | 1     | 0     | 7     | 2        | .152  | .243     | .182     | .425  |
| '17計    | MIA      | 24    | 57    | 50    | 4     | 8     | 1        | 0        | 0        | 9     | 0     | 0     | 0        | 2     | 0     | 5     | 1     | 0     | 10    | 4        | .160  | .236     | .180     | .416  |
| 2019     | CIN      | 8     | 8     | 6     | 1     | 3     | 0        | 0        | 0        | 3     | 1     | 0     | 0        | 0     | 0     | 0     | 0     | 2     | 0     | 0        | .500  | .625     | .500     | 1.125 |
| 2020     | CIN      | 11    | 24    | 23    | 3     | 3     | 1        | 0        | 0        | 4     | 2     | 1     | 0        | 0     | 0     | 1     | 0     | 0     | 3     | 1        | .130  | .167     | .174     | .341  |
| MLB：6年 | MLB：6年 | 161   | 418   | 378   | 37    | 94    | 18       | 1        | 1        | 117   | 28    | 6     | 3        | 5     | 0     | 31    | 1     | 4     | 65    | 12       | .249  | .312     | .310     | .622  |

### 年度別守備成績
| 年 度 | 球 団 | 一塁（1B） | 一塁（1B） | 一塁（1B） | 一塁（1B） | 一塁（1B） | 一塁（1B） | 二塁（2B） | 二塁（2B） | 二塁（2B） | 二塁（2B） | 二塁（2B） | 二塁（2B） | 三塁（3B） | 三塁（3B） | 三塁（3B） | 三塁（3B） | 三塁（3B） | 三塁（3B） | 遊撃（SS） | 遊撃（SS） | 遊撃（SS） | 遊撃（SS） | 遊撃（SS） | 遊撃（SS） |
| 年 度 | 球 団 | 試 合      | 刺 殺      | 補 殺      | 失 策      | 併 殺      | 守 備 率   | 試 合      | 刺 殺      | 補 殺      | 失 策      | 併 殺      | 守 備 率   | 試 合      | 刺 殺      | 補 殺      | 失 策      | 併 殺      | 守 備 率   | 試 合      | 刺 殺      | 補 殺      | 失 策      | 併 殺      | 守 備 率   |
| ----- | ----- | ---------- | ---------- | ---------- | ---------- | ---------- | ---------- | ---------- | ---------- | ---------- | ---------- | ---------- | ---------- | ---------- | ---------- | ---------- | ---------- | ---------- | ---------- | ---------- | ---------- | ---------- | ---------- | ---------- | ---------- |
| 2014  | KC    | -          | -          | -          | -          | -          | -          | 11         | 15         | 26         | 0          | 4          | 1.000      | 5          | 2          | 6          | 2          | 1          | .800       | 2          | 0          | 2          | 0          | 0          | 1.000      |
| 2015  | KC    | -          | -          | -          | -          | -          | -          | 14         | 19         | 25         | 0          | 9          | 1.000      | 8          | 10         | 13         | 2          | 2          | .920       | 21         | 20         | 47         | 3          | 9          | .957       |
| 2016  | KC    | -          | -          | -          | -          | -          | -          | 32         | 45         | 94         | 0          | 18         | 1.000      | 15         | 8          | 21         | 1          | 0          | .967       | 4          | 1          | 2          | 0          | 0          | 1.000      |
| 2017  | KC    | -          | -          | -          | -          | -          | -          | 6          | 11         | 17         | 0          | 6          | 1.000      | -          | -          | -          | -          | -          | -          | -          | -          | -          | -          | -          | -          |
| 2017  | MIA   | -          | -          | -          | -          | -          | -          | 4          | 3          | 10         | 0          | 2          | 1.000      | 10         | 5          | 10         | 0          | 2          | 1.000      | -          | -          | -          | -          | -          | -          |
| '17計 | MIA   | -          | -          | -          | -          | -          | -          | 10         | 4          | 27         | 0          | 8          | 1.000      | 10         | 5          | 10         | 0          | 2          | 1.000      | -          | -          | -          | -          | -          | -          |
| 2019  | CIN   | -          | -          | -          | -          | -          | -          | 3          | 0          | 1          | 0          | 0          | 1.000      | -          | -          | -          | -          | -          | -          | -          | -          | -          | -          | -          | -          |
| 2020  | CIN   | 1          | 0          | 0          | 0          | 0          | .---       | 7          | 6          | 10         | 0          | 3          | 1.000      | -          | -          | -          | -          | -          | -          | -          | -          | -          | -          | -          | -          |
| MLB   | MLB   | 1          | 0          | 0          | 0          | 0          | .---       | 77         | 99         | 183        | 0          | 42         | 1.000      | 38         | 25         | 50         | 5          | 5          | .938       | 27         | 21         | 51         | 3          | 9          | .960       |

### 背番号
- 24（2014年 - 2017年途中）
- 10（2017年途中 - 同年終了）
- 29（2019年 - 2020年）